# Hrabstwo Quitman (Georgia)

Piramida wieku hrabstwa

Hrabstwo Quitman (ang. Quitman County) – hrabstwo w stanie Georgia, w Stanach Zjednoczonych. Z gęstością 5,8 os./km² jest w dziesiątce najsłabiej zaludnionych hrabstw Georgii. 

## Geografia
Według spisu z 2000 obszar całkowity hrabstwa obejmuje powierzchnię 160,92 mil2 (416,78 km²), z czego 151,54 mil2 (392,49 km²) stanowią lądy, a 9,38 mil2 (24,29 km²) stanowią wody. Według szacunków United States Census Bureau w roku 2009 miało 2 659 mieszkańców. Jego siedzibą administracyjną jest Georgetown.

### Sąsiednie hrabstwa
- Hrabstwo Stewart (północ)
- Hrabstwo Randolph (wschód)
- Hrabstwo Clay (południe)
- Hrabstwo Barbour (zachód)